# سوني بيرغ هانسن
سوني بيرغ هانسن (بالدنماركية: Sune Berg Hansen)‏ هو لاعب شطرنج دنماركي، ولد في 21 أبريل 1971 في Gentofte Municipality ‏ في الدنمارك.

## وصلات خارجية
- سوني بيرغ هانسن على موقع الاتحاد الدولي للشطرنج (الإنجليزية)
- سوني بيرغ هانسن على موقع مباريات الشطرنج (الإنجليزية)
- سوني بيرغ هانسن على موقع 365Chess.com (الإنجليزية)
- سوني بيرغ هانسن على موقع Chesstempo.com (الإنجليزية)
- سوني بيرغ هانسن سجل أولمبياد الشطرنج على موقع OlimpBase.org (الإنجليزية)